# خوان ألبرتو فوينتيس
خوان ألبرتو فوينتيس (بالإسبانية: Juan Alberto Fuentes)‏ هو اقتصادي وسياسي غواتيمالي، ولد في 1950.